# Lake Nunavaugaluk
Lake Nunavaugaluk ist ein See im Südwesten von Alaska, 25 km nordwestlich von Dillingham.
Der 80,5 km² große See liegt auf einer Höhe von 10 m im Süden der Wood River Mountains. Der See besitzt eine Längsausdehnung in NNW-SSO-Richtung von 22,5 km. Die maximale Seebreite beträgt 5,7 km. Der Killian Creek mündet in das nördliche Seeende. Der Snake River entwässert den See an dessen Südende nach Süden zur Nushagak Bay. Knapp 10 km weiter nördlich befindet sich der Lake Aleknagik.
Im Sommer ist der See und dessen Zuflüsse das Ziel einer kleineren Rotlachs-Population, die den Snake River zu ihren Laichplätzen hinaufschwimmt.